# Мартин Бочковський
Мартин Бочковський (пол. Marcin Boczkowski) — шляхтич герба Ґоздава, родом з Руського воєводства, войський чернігівський (1620) і новгород-сіверський (1621 — 15 березня 1623), земський суддя чернігівський і новгород-сіверський (15 березня 1623 — 1628).
Учасник московських виправ (1609–18). 
Разом з кн. Адамом Вишневецьким в грудні 1622 р. був делегований сеймиком місцевої шляхти на сейм 1623, де клопотав про створення Чернігівського воєводства. Позиція посольської ізби не була однозначною і як вияв компромісу їм було дозволено лишитись на сеймі спостерігачами. 
Власник сіл Богданів (1620), Якличі (1621) та Гірки (1624). На пустоші Ананчин, яку отримав за поступкою від Лукаша Некрецького у 1624 р., заснував напередодні 1628 однойменний населений пункт.
Був одружений з Софією Миколайчевською.